# Yorima flava
Yorima flava är en spindelart som först beskrevs av Chamberlin och Ivie 1937.  Yorima flava ingår i släktet Yorima och familjen kardarspindlar. Inga underarter finns listade i Catalogue of Life.